# 江其布那木德令庙
江其布那木德令庙，又名“新西庙”，位于内蒙古自治区阿拉善盟额济纳旗，是一座藏传佛教格鲁派寺院。

## 简介
该庙位于额济纳旗达来呼布镇以南150公里处，东风镇西北9公里处，距离东风航天城30公里。该庙的前身是建于清朝咸丰年间的老西庙。新西庙则建于1944年。新西庙既是额济纳旗最大的喇嘛庙，也是各民族进行宗教、文化及经济交流的中心。
1958年，为建设导弹靶场（即今东风基地，又称酒泉卫星发射中心），额济纳旗政府及全旗民众被迁走。在这次全旗大搬迁中，新西庙及庙内的72名喇嘛也随之迁移。搬迁很顺利。该庙搬迁后，原有的建筑留存至今。如今，这座新西庙又恢复为宗教活动场所。
2009年8月7日，新西庙部分保护性修缮工程动工。工程由甘肃山丹第三建筑公司承担，计划投资46万元修缮新西庙中间庙宇一座，修缮工作计划在2009年内完工。